# 塞尔焦·帕加内拉
塞尔焦·帕加内拉（義大利語：Sergio Paganella，1911年8月1日—1992年6月2日），意大利男子篮球运动员。他曾代表意大利获得1936年夏季奥运会男子篮球比赛第七名。他也在1937年欧洲篮球锦标赛上获得亚军。